# Kees Kaptein
Cornelis Johannes “Kees” Kaptein (Klaten, Midden-Java (Nederlands-Indië), 21 maart 1915 – Waalsdorpervlakte, 21 juli 1949) was een Haagse politieman en collaborateur, die in 1949 de doodstraf kreeg wegens de vervolging, mishandeling, deportatie en het bestelen van een groot aantal Joodse Nederlanders tijdens de Tweede Wereldoorlog. 

## Oorlogsjaren

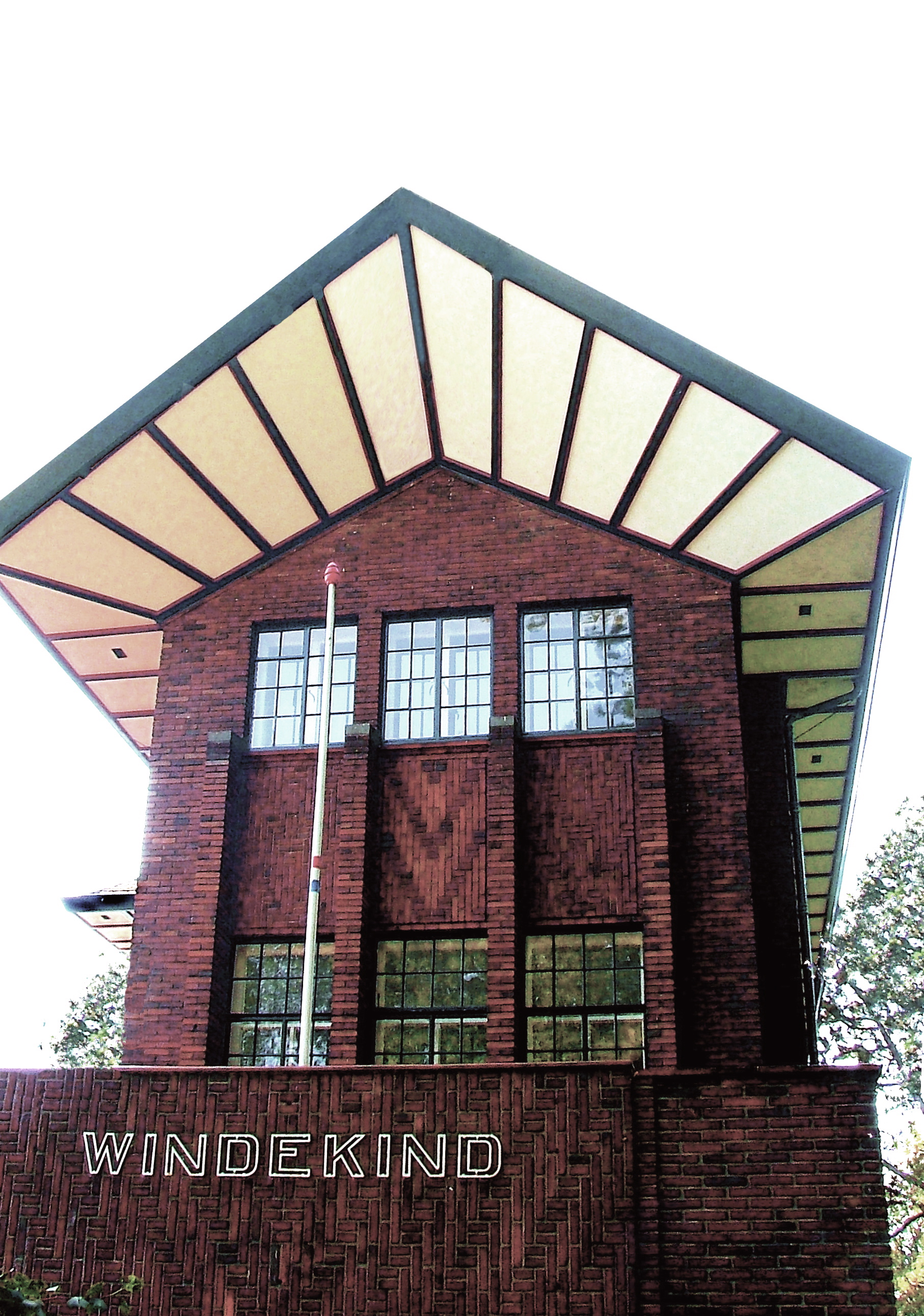
Huize Windekind aan de Nieuwe Parklaan in Den Haag, hoofdkwartier van het Judenreferat IV B4

Kees Kaptein was lid van de NSB en de daaraan gelieerde organisatie Rechtsfront en van de Germaanse SS. Van 1941 tot 1945 was hij als wachtmeester van de Haagse politie, vanaf 1943 staatspolitie genoemd, chef-rechercheur voor het Judenreferat, een afdeling van de Sicherheitsdienst in Nederland. Hoewel niet bekend is hoeveel slachtoffers Kaptein precies heeft gemaakt tijdens de Tweede Wereldoorlog, staat vast dat het om een zeer groot aantal moet gaan: vele honderden, misschien zelfs meer dan duizend. Hij was een zelfverklaarde Jodenhater en stond bekend om zijn zeer gewelddadige optreden. Veel (ondergedoken) Joodse gezinnen werden door hem opgespoord en naar de concentratiekampen gestuurd. Veel van zijn slachtoffers kwamen uit Den Haag, maar het werkterrein van Kaptein strekte zich tot ver buiten die stad. Na de oorlog werd duidelijk dat hij een enorm vermogen had opgebouwd aan gestolen geld en goederen. Bij zijn proces toonde hij geen berouw en na veel getuigenissen van slachtoffers en andere getuigen werd hij ter dood veroordeeld, waartegen hij tevergeefs in beroep ging. 

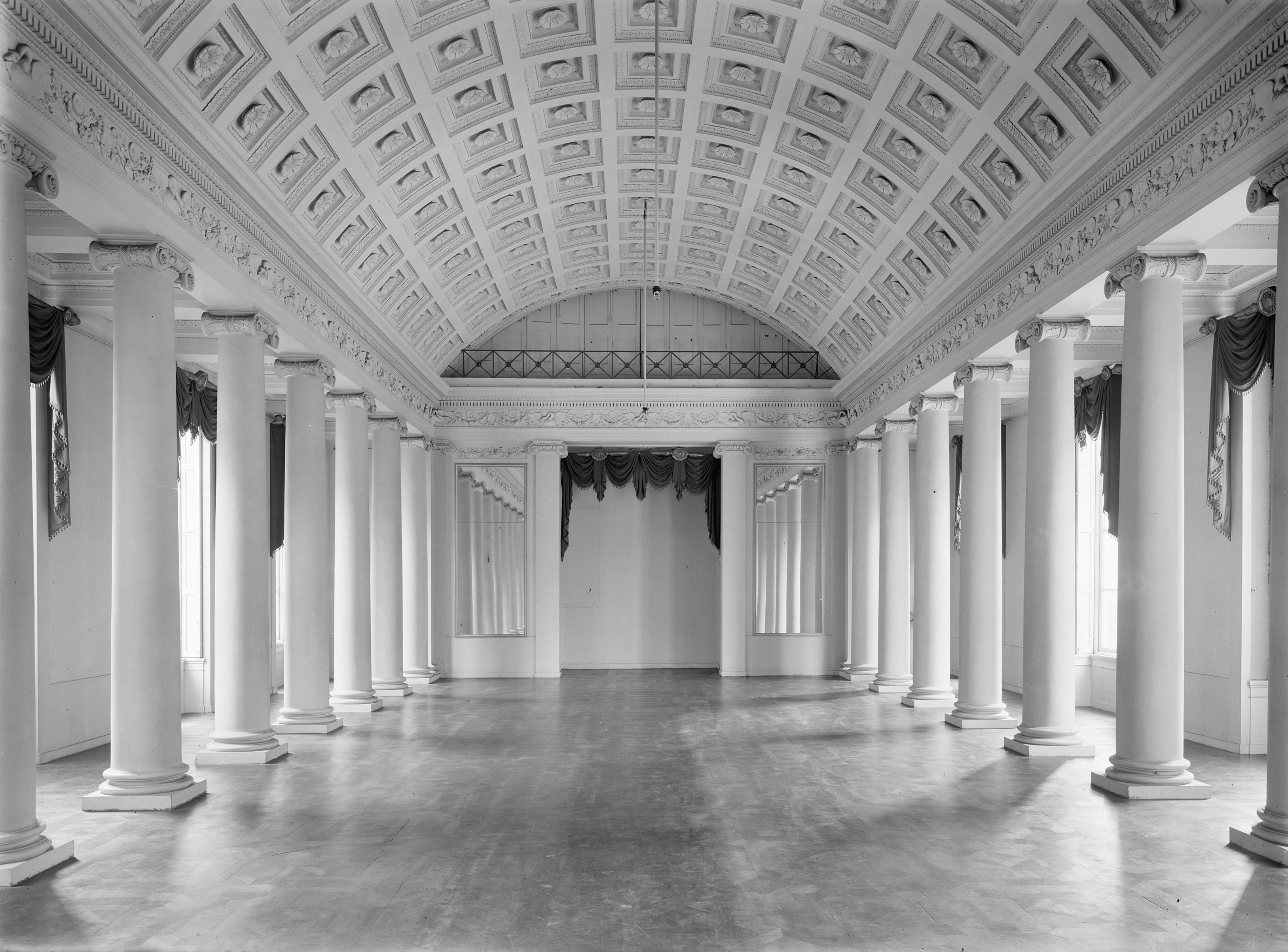
De zaal in Paleis Kneuterdijk waarin de rechtszittingen van het Bijzonder Gerechtshof plaatsvonden

## Proces tegen Kaptein
Op 9 en 25 maart 1948 vonden de zittingen plaats in de zaak tegen Kees Kaptein, gehouden in een zaal van voormalig Paleis Kneuterdijk in Den Haag, waar het regionale Bijzonder Gerechtshof na de oorlog zijn werkzaamheden verrichtte. 

### Geen berouw
Op oudejaarsavond 1944 arresteerde Kaptein een Joodse familie waarbij hij de vader van het gezin toewierp: "Jij gaat met een ster op naar Vught" (waarmee hij Kamp Vught bedoelde). Tijdens de verhoren voor zijn rechtszaak beantwoordde Kaptein de vragen over deze gebeurtenis op een "snijdenden min of meer bevelende toon", schreef een aanwezige redacteur van dagblad De Tijd. Daarbij hief de aangeklaagde man meermaals op beschuldigende wijze zijn wijsvinger en probeerde zijn slachtoffers van de oudejaarsavond te beschuldigen van op "minder oirbare wijze een vermogen bijeen gekregen te hebben", terwijl hij laatdunkend sprak van "de Jood S". De journalist verklaarde niet veel fantasie nodig te hebben om zich Kaptein voor te stellen tijdens zijn misdaden in de oorlogsjaren. De vrouw van de betreffende Joodse man, die zelf de oorlog niet had overleefd, verklaarde dat de rug van haar man tot bloedens toe door Kaptein was geslagen en ook zijzelf had rake klappen van hem gekregen. Kaptein ontweek de vraag van de President van de rechtbank of hij toegaf dat dit was gebeurd, maar ontkende het niet. Tijdens de rechtszaak kwamen veel voormalige onderduikers aan het woord die uit eerste hand getuigden hoe zij en hun Joodse familieleden door Kaptein waren mishandeld. Hij schuwde er niet van om iemand met een gloeiende pook te slaan, een hand in een kachel te duwen of hun hoofd net zo lang onder water te houden tot zijn slachtoffers bewusteloos raakten. Sommigen had hij ter vernedering veel kniebuigingen laten maken en tevens eigende hij zich veel persoonlijke bezittingen toe, waaronder sieraden, geld en waardepapieren. Zijn martelsessies konden zes uur lang duren. Veel mensen konden vertellen over familieleden en vrienden die door zijn toedoen waren gedeporteerd naar concentratiekampen en niet teruggekeerd na de bevrijding. De journalist schreef dat Kaptein niet alles probeerde te ontkennen: "Als getuigen verklaren dat hij hen met een stoelpoot heeft geslagen en in een bad met koud water heeft laten zitten, knikt hij bevestigend".

### “Ernstigste en afschuwelijkste geval van Jodenvervolging”
In zijn requisitoir sprak Procureur-fiscaal mr. P.S. de Gruyter van "het ernstigste en afschuwelijkste geval van Jodenvervolging in Nederland". Volgens zijn eigen uitlatingen had de chef-rechercheur van het Judenreferat 1750 tot 2000 Joden naar Polen gestuurd. Hij had zich daarbij een groot vermogen aan bezittingen toegeëigend. Uit berekeningen bleek dat het om miljoenen guldens ging. Op 25 maart werd de doodstraf geëist tegen Kaptein.

### Doodstraf
Het Bijzonder Gerechtshof in Den Haag deed op 6 april 1948 uitspraak in de zaak tegen Kaptein en bevond hem schuldig aan Jodenvervolging. Een eerder ingediend verzoek van advocaat mr. dr. K.W.P. Klaassen om een nieuw psychiatrisch onderzoek werd daarbij door het Hof van de hand gewezen. Het Hof was van mening dat tijdens de rechtszittingen en uit de verklaring van een psychiater was gebleken dat hij toerekeningsvatbaar was. Er werd hem de doodstraf opgelegd. 

### Beroep
Kees Kaptein ging in beroep bij de Bijzondere Raad van Cassatie, waar de zaak op 9 september 1948 werd behandeld. De president, prof. mr. H. Haga, richtte zich tot de veroordeelde: "In het geheel tel ik 45 namen van mensen, die door uw toedoen de dood vonden". Kaptein verklaarde "een doodgewone politieman te zijn, die zich in het begin van de oorlog had afgevraagd wie de winnaar zou zijn. Hij kwam tot de conclusie, dat Duitsland de oorlog zou winnen en achtte zich als politieman verplicht de Duitse orde te helpen handhaven." Op 13 oktober 1948 bekrachtigde de Bijzondere Raad van Cassatie het eerder opgelegde doodvonnis.

## Terechtstelling
Kort voor zijn executie bekeerde Kaptein zich tot het Rooms-katholieke geloof. De hoofdaalmoezenier van de Haagse Strafgevangenis, C. Kroon, zei daarover: "Het is waarlijk te mooi". Nadat een verzoek om gratie was afgewezen werd op 21 juli 1949 het doodsvonnis door middel van fusillering van de toen 34-jarige Kees Kaptein voltrokken op de Waalsdorpervlakte in de duinen bij Den Haag.

## Lou de Jong
Historicus Lou de Jong vroeg zich af waarom relatief weinig van dergelijke politiemensen hun daden met de doodstraf hadden moeten bekopen. In deel zes van zijn standaardwerk Het Koninkrijk der Nederlanden in de Tweede Wereldoorlog telde hij er vier. Hij schreef daarover onder meer: 
Henneicke die in december '44 in Amsterdam door een verzetsgroep geliquideerd werd, en aan Kaper, Schaap en Kaptein wier doodvonnissen ten uitvoer gelegd werden. Alle overigen kregen gratie of werden niet eens tot de zwaarste straf veroordeeld (...) Wij achten dat feit (...) in schril contrast te staan met de executie van Ans van Dijk.

De Jong stelde: 
Een betrekkelijk klein aantal politiemannen en Polizeiangestellten heeft een ontstellend hoog aantal slachtoffers gemaakt, louter door eigen speurwerk, soms in aansluiting op anonieme dan wel op naam gestelde denunciaties. Zij verrichtten hun abjecte taak niet in enige dwangpositie. De meesten hunner waren NSB’ers die de Joden graag naar het oosten zagen verdwijnen waar dezen dan, zo Dusschoten, konden ‘verrekken’. Van de vele duizenden die zij gearresteerd, veelal mishandeld en vervolgens aan de Sicherheitspolizei ter deportatie uitgeleverd hebben, zijn slechts zeer weinigen teruggekeerd.

## Ten Boom
Tot de slachtoffers van Kaptein behoorde ook de familie Ten Boom in Haarlem. Een groot aantal personen werd daarbij aangehouden. Volgens het verslag van Corrie ten Boom, dat ook door De Jong wordt vermeld, hield Kaptein op met slaan toen Corrie Jezus om hulp riep.

## Sonny Boy
De activiteiten van Kaptein als fanatiek Jodenververvolger kregen hernieuwde aandacht na het verschijnen van het boek Sonny Boy in 2004, geschreven door Annejet van der Zijl. Het beschrijft de relatie tussen Waldemar Nods en Rika van der Lans, een Surinaams-Nederlands echtpaar dat in de Tweede Wereldoorlog onderdak verleende aan Joodse en andere onderduikers in Scheveningen en Den Haag. Kees Kaptein verhoorde Rika van der Lans na haar arrestatie op 18 januari 1944. In de verfilming wordt de rol van Kaptein gespeeld door de acteur Ruben Brinkman.